# Едсон (футболіст, 1998)
Едсон Фернанду да Сілва Гоміш або просто Едсон (порт.-браз. Edson Fernando da Silva Gomes / Edson; нар. 24 квітня 1998, Натал (Ріу-Гранді-ду-Норті), Бразилія) — бразильський футболіст, опорний півзахисник мексиканського клубу «Хуарес» на правах оренди з львівського «Руху».

## Життєпис
Народився в місті Натал, штат Ріу-Гранді-ду-Норті. Вихованець дитячо-юнацької академії «Алекріма». У дорослому футболі дебютував 19 квітня 2015 року, через 5 днів після свого 18-річчя, коли вийшов на заміну в переможному (2:1) домашньому поєдинку Ліги Потігуар проти «Санта-Кружа».
У березні 2017 року відправився в оренду до «Віторії», у складі якої знову почав виступати на молодіжному рівні. Потім захищав кольори «Вотупорангенсе» (U-20), після чого напередодні старту сезону 2018 року повернувся до «Алекрім», де періодично виступав у Лізі Потігуар.
Напередодні старту сезону 2019 року перейшов у «Глобо», де використовувався здебільшого на позиції правого захисника. У квітні того ж року узгодив 1-річний договір з «Баїя», але після переходу в новий клуб спочатку грав за команду U-23.
29 травня 2020 року, після завоювання золотих медалей Ліги Баїяно 2020 разом з командою U-23, Едсон продовжив свій контракт з клубом до грудня 2021 року й переведений до основного складу. У бразильській Серії A дебютував за «Баїя» 3 вересня в програному (3:5) домашньому поєдинку проти «Фламенгу», в якому замінив Елтона.
27 січня 2022 року підписав контракт з «Рухом», в якому отримав футболку з 35-м ігровим номером. Втім, через повномасштабне російське вторгнення до України друга половина сезону 2021/22 була скасована, і Едсон перейшов на правах оренди до бразильського «Атлетіку Гоянієнсі». У грудні 2022 бразилець повернувся до «Руху» та протягом 2023 року зіграв у 18 матчах Прем'єр-ліги,  не відзначився результативними діями. 2 лютого 2024 Едсон перейшов на правах оренди з правом викупу до мексиканського клубу «Хуарес»

## Статистика виступів

### Клубна
Станом на 25 лютого 2024
| Клуб                 | Сезон             | Ліга                       | Ліга  | Ліга | Чемпіонат штату | Чемпіонат штату | Кубок | Кубок | Конт. кубок | Конт. кубок | Інші  | Інші | Загалом | Загалом |
| Клуб                 | Сезон             | Дивізіон                   | Матчі | Голи | Матчі           | Голи            | Матчі | Голи  | Матчі       | Голи        | Матчі | Голи | Матчі   | Голи    |
| -------------------- | ----------------- | -------------------------- | ----- | ---- | --------------- | --------------- | ----- | ----- | ----------- | ----------- | ----- | ---- | ------- | ------- |
| «Алекрім»            | 2015              | Ліга Потігуар              | —     | —    | 1               | 0               | 0     | 0     | —           | —           | —     | —    | 1       | 0       |
| «Алекрім»            | 2016              | Ліга Потігуар              | —     | —    | 0               | 0               | —     | —     | —           | —           | —     | —    | 0       | 0       |
| «Алекрім»            | 2017              | Ліга Потігуар              | —     | —    | 4               | 0               | —     | —     | —           | —           | —     | —    | 4       | 0       |
| «Алекрім»            | 2018              | 2-й дивізіон Ліги Потігуар | —     | —    | 7               | 0               | —     | —     | —           | —           | —     | —    | 7       | 0       |
| «Алекрім»            | Загалом           | Загалом                    | —     | —    | 12              | 0               | 0     | 0     | —           | —           | —     | —    | 12      | 0       |
| «Глобо»              | 2019              | Серія C                    | 0     | 0    | 12              | 0               | —     | —     | —           | —           | —     | —    | 12      | 0       |
| «Баїя»               | 2019              | Серія A                    | 0     | 0    | —               | —               | 0     | 0     | —           | —           | —     | —    | 0       | 0       |
| «Баїя»               | 2020              | Серія A                    | 12    | 0    | 10              | 0               | 0     | 0     | 2           | 0           | 0     | 0    | 24      | 0       |
| «Баїя»               | 2021              | Серія A                    | 7     | 0    | 0               | 0               | 3     | 0     | 0           | 0           | 5     | 0    | 15      | 0       |
| «Баїя»               | Загалом           | Загалом                    | 19    | 0    | 10              | 0               | 3     | 0     | 2           | 0           | 5     | 0    | 39      | 0       |
| «Атлетіку Гоянієнсі» | 2022              | Серія A                    | 25    | 0    | 0               | 0               | 2     | 0     | 9           | 0           | 0     | 0    | 36      | 0       |
| «Рух» (Львів)        | 2022/23           | Прем'єр-ліга               | 5     | 0    | —               | —               | —     | —     | —           | —           | —     | —    | 5       | 0       |
| «Рух» (Львів)        | 2023/24           | Прем'єр-ліга               | 13    | 0    | —               | —               | 0     | 0     | —           | —           | —     | —    | 13      | 0       |
| «Рух» (Львів)        | Загалом           | Загалом                    | 18    | 0    | —               | —               | 0     | 0     | —           | —           | —     | —    | 18      | 0       |
| «Хуарес»             | 2024К             | Ліга MX                    | 1     | 0    | —               | —               | —     | —     | —           | —           | —     | —    | 1       | 0       |
| Усього за кар'єру    | Усього за кар'єру | Усього за кар'єру          | 63    | 0    | 34              | 0               | 5     | 0     | 11          | 0           | 5     | 0    | 118     | 0       |

1. 1 2  Матчі в Південноамериканському кубку
2. ↑  Матчі в Кубку Нордесте

## Досягнення
«Баїя»
- Ліга Баїяно
  -  Чемпіон (1): 2020

- Кубок Нордесте
  -  Володар (1): 2021